# Societetshuset i Hangö
Societetshuset i Hangö (på finska ursprungligen Hangon Seurahuone), numera Hangö Casino, är ett tidigare societetshus i Hangö i Nyland i Finland.
Societetshuset i Hangö är en byggnad av trä, som ritades av Ferdinand von Christierson (1840–1927) och uppfördes 1879 i Badhusparken i Hangö nära havsstranden. Det byggdes ursprungligen som restaurang för den nyinrättade badinrättningen med en restaurangsal, två restaurangrum, ett serveringsrum och en buffé. Restaurangen utvidgades år 1883 med en salong för musik och dans och nya verandor. Vid ytterligare en utbyggnad 1889 byggdes en glasveranda vid östra väggen på salongsflygeln. Byggnaden började då också kallas "Brunnshuset" eller "Brunnssalongen".
Badinrättningen övertogs 1909 av Hangö stad från det tidigare badhusbolaget 1909, varefter det renoverades och utvidgades i jugendstil efter ritningar av Hjalmar Åberg och Waldemar Aspelin. 
Det nuvarande huset, som används som kasino, är en av två byggnader som är kvar av badinrättningen. Den andra är den gamla kontorsbyggnaden på andra sidan Appelgrensvägen. Resterande del av badinrättningen förstördes under perioden efter vinterkriget, då Finland hade överlåtit Hangöudd som arrende till Sovjetunionen som flottbas, som en del av Moskvafreden 1940. 